# 레놀리 산티아고

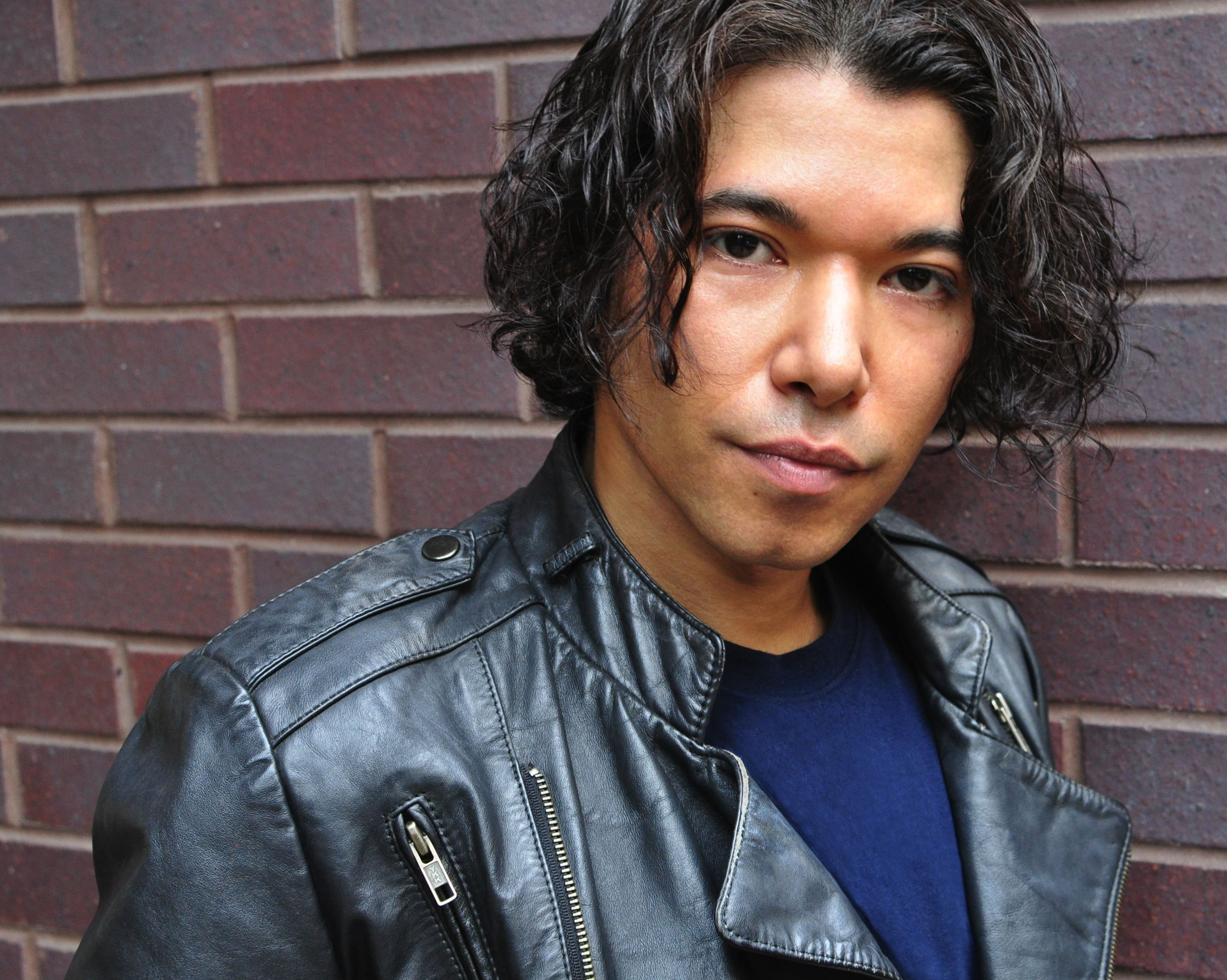

레놀리 산티아고(Renoly Santiago, 1974년 3월 15일 ~ )는 미국의 배우, 가수, 텔레비전 배우이다.

## 영화
- 더 네트워커 (2015년)
- 스트리트 킹 (2002년)
- 펑크스 (2000년)
- 콘 에어 (1997년) - 라몬 역
- 데이라잇 (1996년) - 마이키 역
- 해커스 (1995년)
- 위험한 아이들 (1995년)